# Парамонов Олександр Костянтинович
Олександр Костянтинович Парамонов (1861 — ?, після 1918) — голова Херсонської губернської земської управи, член I Державної думи від Херсонської губернії.

## Біографія
Православний. З дворян.
Закінчив Костянтинівське військове училище . Більше 16 років служив у херсонському земстві, спочатку як член, а потім голова губернської земської управи. Останню посаду залишив 1906 року внаслідок розбіжностей із більшістю земських зборів. Дослужився до чину статського радника. Брав участь у земських з'їздах. Став одним із організаторів та головою Херсонського губернського комітету партії кадетів.
У 1906 був обраний членом I Державної думи від Херсонської губернії. Входив до конституційно-демократичної фракції. Складався членом видавничої та фінансової комісій. Підписав законопроекти «Про зміну статей 55—57 Установи ГД» та «Про збори».
10 квітня 1917 року було кооптовано у ЦК партії кадетів. У 1918 році, перебуваючи у відрядженні в Москві, з нез'ясованих причин приїхав до Звенигорода, де зник безвісти під час «Звенигородського заколоту».
Син Олександр (1899-1970), радянський зоолог, професор МДУ.